# أوتو كيلسي
أوتو كيلسي هو محامي وسياسي أمريكي، ولد في 11 نوفمبر 1852 في روتشستر في الولايات المتحدة، وتوفي في 20 أغسطس 1934 في Perry, New York ‏ في الولايات المتحدة. نشط حزبياً في الحزب الجمهوري. وقد انتخب عضو جمعية ولاية نيويورك ‏.